# Judit av Bayern
Judit av Bayern, född 925, död 985, var en hertiginna av Bayern; gift med hertig Henrik I av Bayern.
Hon var regent som förmyndare för sin son Henrik II av Bayern mellan 955 och 972. 